# Jökulsá í Fljótsdal
Die Jökulsá í Fljótsdal ist ein Gletscherfluss im Osten Islands und der größte Zufluss des Sees Lagarfljót.
Der Fluss entspringt am Eyabakkajökull, einer Gletscherzunge des Vatnajökull, östlich des Brúarjökull.
Im Oberlauf wird dieser Fluss zu dem kleinen Ufsalón gestaut, der zum Kárahnjúkar-Kraftwerk gehört. Etwa 10 Kilometer vor der Mündung ist der Auslauf des Kraftwerks zusätzlich mit dem Wasser aus dem Hálslón-See, mit dem der Gletscherfluss Jökulsá á Brú aufgestaut wird.